# Enrico Feroci
Enrico Feroci (Pizzoli, 27 agosto 1940) è un cardinale e arcivescovo cattolico italiano, dal 28 novembre 2020 cardinale diacono di Santa Maria del Divino Amore a Castel di Leva.

## Biografia
Enrico Feroci è nato il 27 agosto 1940 a Pizzoli, provincia e arcidiocesi dell'Aquila, in Abruzzo. Figlio di Iolanda Sette (m. 6 ottobre 2019) e Oreste (1910-2002), ha una sorella di nome Dionilla.

### Formazione
All'età di dieci anni ha deciso di seguire la vocazione al sacerdozio, dopo un incontro con monsignor Tommaso Fanti, dal quale ha imparato che cosa sono "la fede, la preghiera e il servizio". Nel 1951, undicenne, è entrato nel Pontificio Seminario Romano Minore e, al termine degli studi liceali, si è iscritto al Pontificio Seminario Romano Maggiore per conseguire gli studi in filosofia e teologia.

### Ministero sacerdotale
Ha ricevuto l'ordinazione sacerdotale nella chiesa di Santa Paola Romana il 13 marzo 1965, incardinandosi, ventiquattrenne, come presbitero della diocesi di Roma. Poco tempo dopo è divenuto assistente al seminario minore, svolgendo tale incarico fino al 1966, quando è stato chiamato a svolgere lo stesso incarico presso il seminario maggiore. Nel 1968 è ritornato al seminario minore in qualità di vice-rettore, ruolo svolto per otto anni.
Nel 1976 è divenuto vicario parrocchiale della chiesa di San Frumenzio ai Prati Fiscali, nel settore nord, svolgendo l'incarico fino al 1980, quando è divenuto parroco della medesima parrocchia dopo la morte improvvisa, il 29 agosto, di monsignor Carlo Graziani, a cui aveva amministrato l'estrema unzione; ne è rimasto a capo per ben ventiquattro anni. È stato eletto più volte prefetto della Prefettura IX, nonché membro del Consiglio dei prefetti, del Consiglio presbiterale, del Consiglio per gli affari economici e del Collegio dei consultori; in questi anni ha anche collaborato e partecipato a numerosi eventi in ambito diocesano, tra i quali il Sinodo diocesano, svoltosi tra il 1987 e il 1992, e la Missione cittadina in preparazione del Giubileo del 2000. Il 13 ottobre 1995 papa Giovanni Paolo II gli ha conferito, all'età di cinquantacinque anni, il titolo onorifico di Cappellano di Sua Santità.
Il 1º luglio 2004 è stato trasferito all'ufficio di parroco della chiesa di Sant'Ippolito a piazzale delle Province, incarico svolto per un quinquennio. Il 1º settembre 2009 il cardinale Agostino Vallini, Vicario generale di Sua Santità per la diocesi di Roma, lo ha incaricato di dirigere la Caritas diocesana; è divenuto contestualmente presidente della Fondazione "Caritas Roma" e della Fondazione antiusura Salus Popoli Romani, presiedendo anche l'ente gestore dei servizi della Caritas "Cooperativa Roma Solidarietà".
Il 14 febbraio 2010 ha fatto parte del comitato che ha accolto papa Benedetto XVI in visita all'Ostello della Caritas "Don Luigi Di Liegro" alla stazione di Roma Termini. Il 17 dicembre 2011 lo stesso Pontefice lo ha nominato consultore del Pontificio consiglio della pastorale per i migranti e gli itineranti per un mandato rinnovabile di un quinquennio.

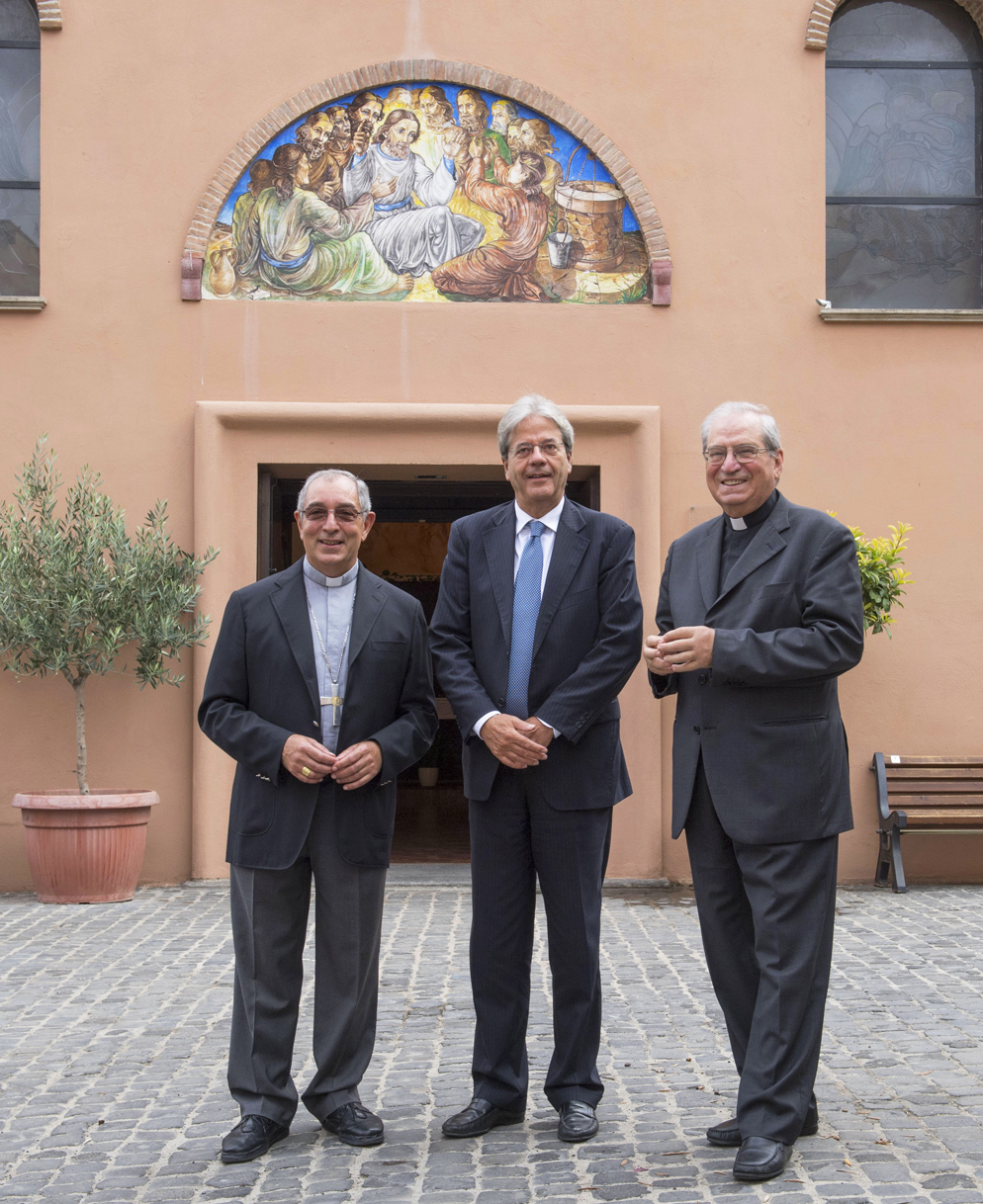
Mons. Feroci (a destra) con il cardinal vicario De Donatis (a sinistra) e il premier Paolo Gentiloni (al centro) in visita alla Cittadella della Carità a Roma, il 1º settembre 2017

Il 10 novembre 2017 il cardinal vicario Angelo De Donatis lo ha nominato presidente dell'Associazione Pubblica Clericale degli Oblati Figli della Madonna del Divino Amore, rimanendone direttore per un anno; in tale veste, ha accolto papa Francesco durante il pellegrinaggio al santuario della Madonna del Divino Amore per l'inizio del Mese Mariano, evento svoltosi il 1º maggio dell'anno seguente. Il 1º settembre 2018 è stato nominato rettore del santuario della Madonna del Divino Amore nonché del Seminario della Madonna del Divino Amore, ricevendo anche i titoli onorifici di camerlengo e canonico della basilica di San Giovanni in Laterano; contestualmente ha terminato il proprio mandato come direttore della Caritas, dove gli è succeduto il presbitero rumeno don Benoni Ambăruş.
Dal 28 settembre 2018 al 3 dicembre 2019 è stato membro del Consiglio dei prefetti in quanto rettore del Seminario. Il 1º settembre 2019 è stato nominato anche parroco di Santa Maria del Divino Amore a Castel di Leva.

### Ministero episcopale e cardinalato
Il 25 ottobre 2020, durante l'Angelus, papa Francesco ha annunciato la sua creazione a cardinale nel concistoro del 28 novembre seguente; è stato il secondo semplice parroco a ricevere la porpora dopo Giulio Bevilacqua, creato cardinale da papa Paolo VI nel concistoro del 22 febbraio 1965. Avendo già compiuto ottant'anni al momento dell'annuncio, non ha il diritto di entrare in conclave e di essere membro dei dicasteri della Curia romana, in conformità all'art. II § 1-2 del motu proprio Ingravescentem Aetatem, pubblicato da papa Paolo VI il 21 novembre 1970.
Intervistato tre giorni dopo, mons. Feroci ha dichiarato che la notizia gli è giunta in modo inaspettato nella sagrestia del santuario del Divino Amore: "È arrivato di corsa un sacerdote. Erano le 12:20 e io ero appena giunto dalla basilica del Laterano dove avevo celebrato Messa. Ho pensato a uno scherzo. Ma poi sono arrivati altri e mi hanno fatto vedere il video dell'Angelus appena trasmesso. Ero così frastornato che un confratello ha deciso di celebrare la Messa delle 12.30 al posto mio". Ha continuato affermando che la sua creazione a cardinale è un atto di stima nei confronti di tutti i preti della diocesi di Roma e di chi ha dedicato il proprio servizio ai poveri, confermando infine che rimarrà parroco.
Il 30 ottobre è stato ricevuto in udienza dal papa, che lo stesso giorno gli ha assegnato la sede titolare di Passo Corese con dignità di arcivescovo, a titolo personale, in conformità al motu proprio Cum Gravissima, promulgato da papa Giovanni XXIII il 15 aprile 1962, il quale stabilisce che tutti i cardinali devono essere per regola ordinati vescovi.
Ha ricevuto la consacrazione episcopale il 15 novembre seguente, nel santuario della Madonna del Divino Amore, per imposizione delle mani del cardinale Angelo De Donatis, vicario generale di Sua Santità per la diocesi di Roma, assistito dai co-consacranti Claudio Maria Celli, arcivescovo titolare di Civitanova e presidente emerito del Pontificio consiglio delle comunicazioni sociali, e Vincenzo Apicella, vescovo di Velletri-Segni.
Il suo motto episcopale è "Domino necessarius est", che significa "Il Signore ne ha bisogno" ed è tratto dal vangelo secondo Marco (Mc. 11, 3).
Alla fine della messa, mons. Enrico Feroci si è dichiarato onorato di essere presbitero della Chiesa di Roma, di cui il vescovo è il Papa, al quale rivolge tutta la sua gratitudine e la sua riconoscenza per "l'opera che sta facendo, difficile e delicata, ma forte, nel condurre la barca di Pietro verso la meta". Inoltre ha ringraziato il cardinale De Donatis, i vescovi e tutti i partecipanti, ripercorrendo gli anni del seminario e il suo ministero svolto presso il Seminario minore, il Pontificio seminario romano maggiore e nelle parrocchie di San Frumenzio e di Sant'Ippolito, nonché alla Caritas di Roma. Qui ha imparato sul campo l'autenticità e la schiettezza "dei tanti Carmelo, Carolina, Nunzio, Ciro" e senza i nove anni di questo servizio la sua vita sarebbe stata monca. Infine il santuario del Divino Amore: questo luogo, "tanto caro a noi romani", dopo secoli di abbandono è stato fatto risorgere da don Umberto Terenzi a centro di spiritualità mariana ed è oggi più che mai un "luogo di accoglienza e di misericordia per tutti".
Poi ha ricordato le persone che maggiormente lo hanno accompagnato: i genitori e la sorella, monsignor Tommaso Fanti (presente alla cerimonia, alla veneranda età di centouno anni), monsignor Carlo Graziani e l'amico sacerdote Andrea Santoro, assassinato a Trebisonda, in Turchia, il 5 febbraio 2006, e da lui indicato come un "vero testimone della fede". Infine ha ricordato il prof. Tommaso Federici, uomo "ricco di fede e ricco di scienza", animatore di tante meditazioni sulla Parola di Dio. Per concludere, ha rinnovato la disponibilità a dire al Signore, come Maria, "si faccia di me secondo la tua parola" e ha invitato l'assemblea dei fedeli a recitare con lui un'antica preghiera dei pellegrini del Divino Amore:
Il 28 novembre ha ricevuto la berretta cardinalizia dalle mani di papa Francesco, che gli ha assegnato la nuova diaconia di Santa Maria del Divino Amore a Castel di Leva, di cui è parroco, e della quale ha preso ufficialmente possesso il 24 maggio 2021. Bergoglio, rompendo il cerimoniale, dopo la formula in latino gli ha detto "È la tua parrocchia. Il papa ha fatto cardinale un parroco".
È stato scelto il 7 aprile 2021 come cardinale incaricato della celebrazione eucaristica e della cerimonia di apertura della Porta Santa della basilica di Santa Maria di Collemaggio in occasione dell'avvio della Perdonanza Celestiniana di quello stesso anno, avvenute il 28 agosto.

## Genealogia episcopale
La genealogia episcopale è:
- Cardinale Scipione Rebiba
- Cardinale Giulio Antonio Santori
- Cardinale Girolamo Bernerio, O.P.
- Arcivescovo Galeazzo Sanvitale
- Cardinale Ludovico Ludovisi
- Cardinale Luigi Caetani
- Cardinale Ulderico Carpegna
- Cardinale Paluzzo Paluzzi Altieri degli Albertoni
- Papa Benedetto XIII
- Papa Benedetto XIV
- Papa Clemente XIII
- Cardinale Bernardino Giraud
- Cardinale Alessandro Mattei
- Cardinale Pietro Francesco Galleffi
- Cardinale Giacomo Filippo Fransoni
- Cardinale Carlo Sacconi
- Cardinale Edward Henry Howard
- Cardinale Mariano Rampolla del Tindaro
- Cardinale Antonio Vico
- Arcivescovo Filippo Cortesi
- Arcivescovo Zenobio Lorenzo Guilland
- Vescovo Anunciado Serafini
- Cardinale Antonio Quarracino
- Papa Francesco
- Cardinale Angelo De Donatis
- Cardinale Enrico Feroci